# Teuia
Teuia is een geslacht van spinnen uit de familie trilspinnen (Pholcidae).

## Soorten
Het geslacht kent de volgende soort:
- Teuia beckeri Huber, 2000